# Oberwerrn
Oberwerrn ist ein Gemeindeteil der Gemeinde Niederwerrn im unterfränkischen Landkreis Schweinfurt in Bayern. Das Kirchdorf liegt 6 km nordwestlich von Schweinfurt und hat ca. 2000 Einwohner. Bis zum 30. April 1978 war Oberwerrn eine Gemeinde.

## Geographie
Der Ort liegt im Naturraum Schweinfurter Becken. Er nimmt eine Position im hügeligeren Randbereich des nordwestlichen Teilbeckens ein. Kulturlandschaftlich beschreibt das BfN den Ortsbereich noch als Teil des Verdichtungsraums Schweinfurt, der zum Großteil innerhalb des Naturraums Schweinfurter Becken liegt.
Der Fluss Wern durchfließt in einer über 100 m breiten Talsohle die Gemarkung von NW nach SO. Im Ortsbereich beträgt der Höhenunterschied vom Werntalgrund (234 m ü. NN) zu den Höhen (ca. 265 m ü. NN) gut 30 m. Die durch die Flusseinschneidung angeschnittenen Gesteinsschichten des Unterkeupers sind nur an den steileren Hängen östlich der Wern oberflächlich anstehend. Die Gesteine sind überwiegend graue bis bunte Tonsteine (teils Quarzitschiefer) und Mergel, mit eingeschalteten grauen und gelben Kalksteinbänken und Sandsteinschüttungen (unter anderem Werksandstein), sowie vereinzelten kohligen Lagen. Die Hänge westlich der Wern und die umliegenden Höhen sind dagegen überwiegend von kaltzeitlichem Löss (aus westlichen Richtungen angeweht) überdeckt. Im Löss bildeten sich im Holozän fruchtbare Parabraunerden, die durch Bodenerosion bei intensiver ackerbaulicher Nutzung über Jahrhunderte kaum mehr vollständig erhalten sind. In den Gesteinen des Unterkeupers (in der Kaltzeit durch Solifluktion umgelagert) entwickelten sich dichtere und weniger ertragreiche lehmig-tonige Böden. Im Werngrund befinden sich vorwiegend Auelehme. Dort tritt der Fluss beinahe jedes Jahr über die Ufer.
Der Bartelsgraben ist der größte Wernzufluss (linksseitig) innerhalb der Gemarkung. Der Bach verläuft in einem relativ ausgeprägten Tal, welches vom Werntal in Richtung Nordosten abzweigt. Nüßgraben und Badersgraben bilden sanfte Tiefenlinien, die von rechts kommend den Werngrund erreichen und an deren Mündungen jeweils Wassermühlen stehen (Marx-Mühle und Paulus-Mühle). Am Hang der dazwischen liegenden Anhöhe entwickelte sich an einer Furt der Dorfkern.

## Ressourcen
Wichtigster Baustein ist der ockerfarbene Werksandstein, welcher in zahlreichen Gebäuden und Skulpturen verarbeitet wurde. Der nächstgelegene Steinbruch befindet sich in Kronungen (ca. 2 km NW). Lößlehme finden sich in Häuserfachwerk und – geformt und gebrannt – als Ziegel.
Unter dem wasserführenden Werksandstein liegen wasserstauende Schiefertone. Die Schichten des Unterkeupers fallen insgesamt leicht nach Südwesten, zur Achse der NW-SO streichenden Schweinfurter Mulde ein. An der Unterkante des Werksandsteins treten gewöhnlich Quellen auf, an der Nordseite des Werngrundes gibt es mehrere Brunnen, welche die Basis des Werksandsteins erreichen.
Landschaftsprägend ist der Ackerbau (u. a. Weizen, Zuckerrüben, Raps, Mais). Am Keuperhang befindet sich der Gemeindewald. Der Werngrund steht unter Grünlandnutzung.

## Name
Der Name Oberwerrn leitet sich vom den Ort durchfließenden Fluss Wern ab, welcher dem Main bei Gemünden zufließt. Der Zusatz Ober sollte das Dorf vom südöstlich liegenden Ort unterscheiden.

## Entwicklung

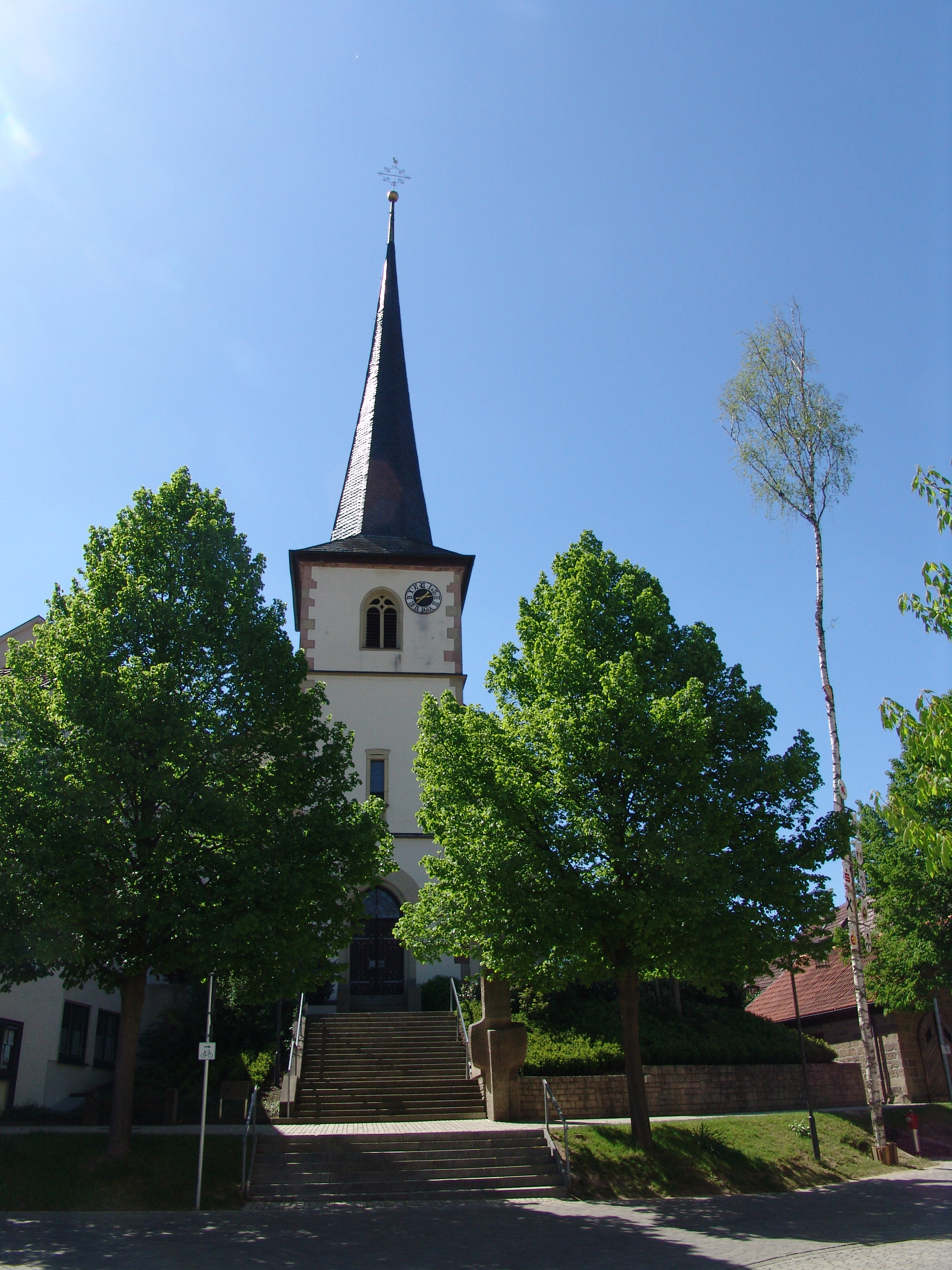
Katholische Kirche St. Bartholomäus

Das Gründungsdatum ist nicht abschließend geklärt. Die frühe Geschichte Anfang des 12. Jahrhunderts ist eng mit Kloster Aura verbunden. Über die Jahrhunderte war das Dorf im Hochstift Würzburg sehr landwirtschaftlich geprägt, wovon eine Reihe von fränkischen Dreiseitergehöften im Ortskern zeugen. Bildstöcke an Wegesrändern und Heiligenfiguren an den Giebeln der Häuser zeigen die Verwurzelung der ansässigen Bevölkerung im katholischen Glauben.
Durch die unmittelbare Nähe zur Industriestadt Schweinfurt, änderte sich im 20. Jahrhundert die Siedlungsstruktur grundlegend von einem agrarisch geprägten Dorf hin zu einer Wohngemeinde mit knapp 2000 Einwohnern, in der nur noch wenige Bauern die umliegenden Flächen bewirtschaften. Die größten Erschließungsräume lagen in südöstlicher Richtung zwischen Badersgraben und Wern und an der nördlichen Seite des Werngrunds (Werntalsiedlung). Die „Siedlung“ entstand nach dem Zweiten Weltkrieg, um zunächst Heimatvertriebenen Wohnraum zu bieten. Daneben gibt es einen weiteren kleinen Erweiterungsraum „Buchweg“ westlich der Bahnlinie. Daran grenzt ein Industrie- und Gewerbegebiet an.
Wegen der Hochwassergefahr bleibt der Werngrund unbebaut, was zu der für Oberwerrn charakteristischen Zweiteilung des Siedlungskörpers geführt hat.

## Infrastruktur
Westlich des Ortes verlaufen die Bundesstraße 19 und die Autobahn Schweinfurt-Erfurt (A 71). Die nächsten BAB-Anschlussstellen sind Schweinfurt-West und Poppenhausen.
Das Hauptgebäude des Bahnhofs wurde unter Andreas Lohrey 1870/71 errichtet, als die ersten Abschnitte der Bahnstrecke Schweinfurt–Meiningen gebaut wurden. Der Personenverkehr wurde 1979 eingestellt. 2008 ist ein neuer Haltepunkt eröffnet worden. Hier halten die Züge der Erfurter Bahn in Richtung Bad Kissingen, Gemünden am Main, Mellrichstadt und Schweinfurt.
Trinkwasser stellt der Zweckverband zur Wasserversorgung der Rhön-Maintal-Gruppe mit Sitz in Poppenhausen. Oberwerrn liegt in Versorgungsbereich C. Das Wasser ist eher hart, mit 2,82 – 3,32 mmol/l CaCO3. Viele Brunnen im Versorgungsbereich C entnehmen Wasser aus Grundwasserleitern in Gesteinen des Muschelkalks. Der Gemeindeteil Niederwerrn gehört dem Trinkwassernetz der Stadt Schweinfurt an.
Entsorgt wird das Abwasser über die Gemeinde Niederwerrn. Diese gehört dem 1960 gegründeten Abwasserzweckverband Obere Werntalgemeinden an, welcher zum 1. Januar 2009 von einem Innenverband in einen Außenverband umgewandelt wurde.

## Vereine
- Dorfjugend Oberwerrn e. V.: Verein, dessen Ziel die Festigung des Zusammenhaltes der Jugendlichen und jungen Erwachsenen innerhalb der Dorfgemeinschaft ist. Er organisiert Feste, deren Erlös zu großen Teilen gemeinnützigen Organisationen zugutekommt. Das „Septemberfest“ erlangte in den letzten Jahren regionale Bedeutung.[16]
- SV Oberwerrn 1930 e. V.: Der örtliche Sportverein. Er ist mit knapp 1000 Mitgliedern der größte Verein in der Gemeinde Niederwerrn.
- Der Hubertusverein ist ein katholischer Männerverein.
- Die „Junge Oberwerrner Bühne“ bietet Amateurtheater (Boulevard- und Volkstheater) im Pfarrheim Oberwerrn. Seit 1983 ist dabei der aus „Fastnacht in Franken“ bekannte Karnevalist Peter Kuhn Darsteller, Produzent und Regisseur in Personalunion.[17]